# 경마상금
경마상금이란 경주 출주와 우승 의욕을 높이기 위해서 시행체가 경주에 내거는 금전을 의미한다. 출주 경주마의 성적 및 출주 횟수에 따라 일정한 비율로 배분되며 마주, 조교사, 기수, 마필관리사의 주된 수입이 되고 있다.
경마상금은 1차적으로 마주에게 전액 귀속된 이후 조교사, 기수, 마필관리사 등의 관계를 통해 경마상금이 배분된다. 다시 말해, 한국마사회가 착순상금, 출주장려금, 경주협력금, 기타상금으로 구성된 상금 전액을 마주에게 지급하면 마주는 마주분에 해당되는 상금을 제외한 나머지 상금을 조교사에게 지급하고, 조교사는 기수에게 기수분 상금을, 고용계약을 체결한 관리사에게 그 몫을 배분하게 된다.
이러한 상금은 경마시행체인 한국마사회에서 매년 새롭게 책정하게 되는데, 연간 매출액 대비 약 1.6% 규모인 경마상금은 오래전부터 원가산출방식을 통해 책정되어 왔고, 현재는 원가계산방식과 총액상금제가 혼합된 형태로 상금액정이 이루어지고 있다. 수급 계획된 경주마의 규모와 가격 및 부대비용은 전체 상금에서 가장 큰 비중을 차지하는 원가 항목이다.
상금의 총 금액은 경마에 많은 영향을 미치는데, 총액이 너무 적으면 안정적 경마 운영이 어려우며 마필관리자 사기 저하 및 분규 발생 여지가 있어 경마의 질이 저하된다. 반면 상금 총액이 너무 많으면 시행체 경영에 압박을 가하는 요인이 되며, 마필관계자의 경쟁의식이 저하되고 사행성에 대한 대외여론이 나빠져 이 또한 지속적인 경마발전에 저해 요인이 된다.
따라서 상금은 여러 사항을 고려하여 적정 수준에서 책정된다.
마필구입비, 위탁관리비 등 마주경비와 일정 수준의 마주이익, 마필관리자 인건비, 경마시행 규모 및 기행체 지불 여력, 물가 인상률 및 정부의 인상가이드라인 등을 고려하여 결정하게 된다.
경마상금은 시행체에게는 마주의 경주마 출주용역 수수대가, 경주계획 실현 및 마필관계자간 경쟁유도 수단으로서의 의의를 가진다. 마주에게는 경주마 재투자 및 소유 경주마 사양관리의 재원이며, 마필관리자에게는 경주마의 조교, 경주기승, 사양관리에 대한 대가로서 그 의의가 크다.

## 경마상금의 종류
경마상금 총액규모가 결정되면 연간 경주마 운영두수와 군별 보유두수, 수급계획등을 감안하여 짜여진 경주수(국산마 경주, 외산마 경주, 일반경주, 대상경주, 1∼5군경주)와 착순상금, 부가상금, 출주장려금, 경주보상금, 경주협력금 등 각 경마상금 종류별 지급기준에 부합되도록 상금을 배정한다.
- 착순상금: 대표적인 상금으로 산지별, 경주종류별, 경주조건별, 거리별 경주성적에 따라 착순별로 차등 지급하는 상금이다.

- 출주장려금: 경주마의 출주를 장려하기 위해 하위 착순까지 경주성적에 따라 착순별로 차등 지급하는 상금이다.

- 기승료: 경주 기승대가로 착순별 차등없이 일정액을 지급하는 상금이다.

- 부가상금: 대상경주·특별경주에 마주가 납부한 출마등록료를 경주성적에 따라 착순별로 차등 지급하는 상금이다.

- 조기출주장려금: 최초 입사 후 일정기간 내 경주에 첫 출주시 지급하는 상금이다.

- 경주협력금: 마필관리자의 생활안정 보장 및 제 지원금으로 착순(1~5착)에 따라 착순상금과 동일한 방식으로 지급하는 상금이다.

- 경주보상금: 출마투표 취소, 경주취소 및 제외, 발주제외 등으로 경주 출주 및 입상기회를 상실할 경우 보상차원에서 일정액 지급하는 상금이다.

## 같이 보기
- 경마